# Schizoporella decorata
Schizoporella decorata är en mossdjursart som beskrevs av Canu och Bassler 1927. Schizoporella decorata ingår i släktet Schizoporella och familjen Schizoporellidae. Inga underarter finns listade i Catalogue of Life.